# Ференсас Альгірдас Антанович
Альгірдас Антанович Ференсас (6 березня 1928, місто Розалімас, тепер Шяуляйського повіту, Литва — покінчив життя самогубством 6 грудня 1994, місто Вільнюс, Литва) — литовський радянський державний діяч, секретар ЦК КП Литви. Депутат Верховної ради Литовської РСР. Депутат Верховної ради СРСР 10—11-го скликань.

## Життєпис
У 1951 році закінчив Каунаський політехнічний інститут.
Член КПРС з 1952 року.
З 1952 року — на комсомольській роботі. У 1952—1956 роках — завідувач відділу, секретар, 1-й секретар Каунаського міського комітету ЛКСМ Литви.
У 1956—1960 роках — секретар ЦК ЛКСМ Литви.
У 1960—1961 роках — 1-й секретар Шяуляйського міського комітету КП Литви.
У 1961—1967 роках — в апараті ЦК КПРС: інструктор відділу організаційно-партійної роботи ЦК КПРС.
13 квітня 1967 — 31 травня 1977 року — секретар ЦК КП Литви.
У квітні 1977 — грудні 1987 року — голова Литовської республіканської ради профспілок. У 1981 році був відряджений з міжнародною місією радником у Кабул (Демократична Республіка Афганістан).
З 1990-х років працював в редакції газети «Джерела життя» у Вільнюсі.
6 грудня 1994 року покінчив життя самогубством, застрелився у своєму кабінеті у Вільнюсі. Похований на Антакальніському цвинтарі Вільнюса.

## Вибрані публікації
- Шостий Всесвітній: молодіжний фестиваль у Москві в 1957 році. Вільнюс, 1958.
- Круті сходи афганської революції. Вільнюс: Думка, 1985.
- Завтра буде: Спогади. Вільнюс: Litimo, 1998.
- Вчора і сьогодні: спогади, есе. Вільнюс: Charibdė, 2004.
- Я повертаюся до вчорашнього: Спогади есе. Вільнюс: Charibdė, 2009.

## Нагороди та відзнаки
- орден Жовтневої Революції (1981)
- два ордени Трудового Червоного Прапора (25.08.1971, 8.12.1973)
- орден «Знак Пошани» (27.04.1957)
- медалі
- Заслужений діяч культури Литовської РСР (1978)
- Відмінник фізичної культури і спорту СРСР (1955)